# Półperyferia

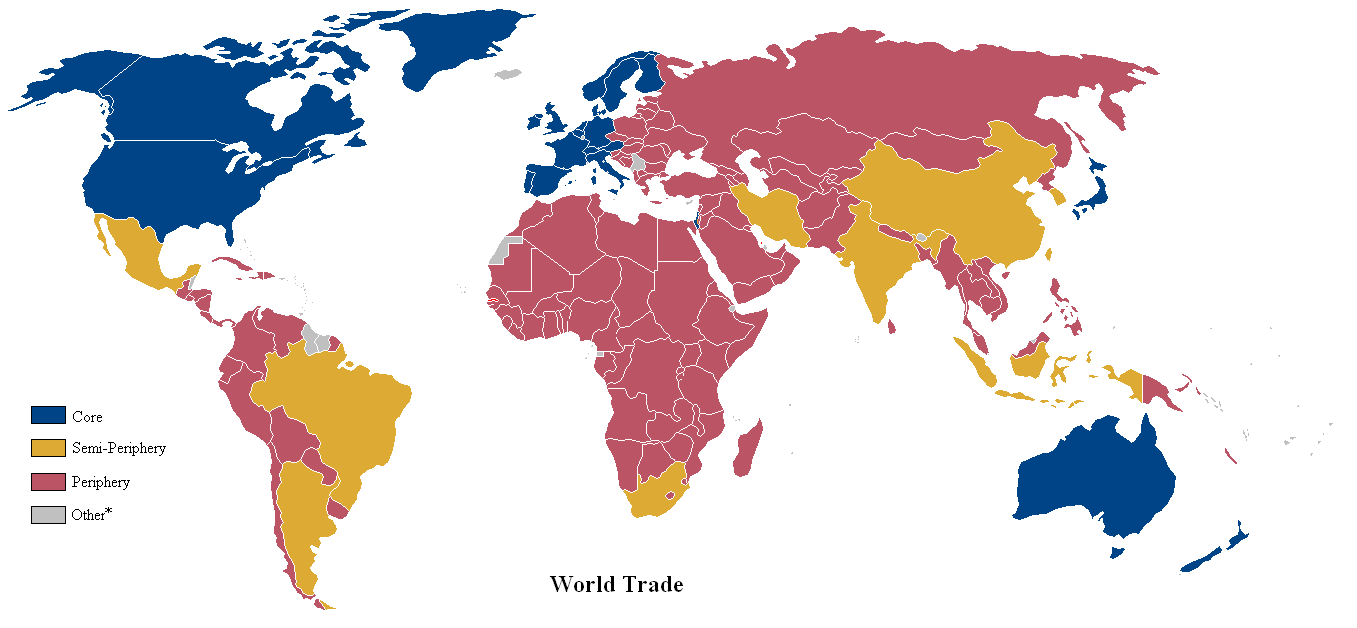
Państwa świata w 2000 r. podzielone na trzy grupy: państwa rdzenia (core) - (niebieski), półperyferyjne (żółty) i peryferyjne (czerwień).

Półperyferia w ujęciu teorii systemu światowego Immanuela Wallersteina oznacza państwa, znajdujące się pomiędzy krajami peryferyjnymi a rozwiniętymi państwami centrum.
Kraje te są w znaczącym stopniu zdominowane przez kraje centrum, ale same także dominują nad lokalnymi peryferiami, często pełniąc rolę pośrednika pomiędzy centrum a peryferiami. Są także bogatsze i mają lepiej rozwiniętą gospodarkę niż peryferia.